# Cerro San Luis
El cerro San Luis está ubicado en el barrio El Golf de la comuna de Las Condes, en la ciudad de Santiago, Chile. Tiene una altitud de 696 m s. n. m. y una prominencia de 70 m.

## Historia

### Prehistoria
Las primeras construcciones estaban en relación con el periodo promaucae en que había un pucará en su cima, arriba del caserío del curaca Butacura
los cuales fueron hallados en los cimientos del edificio El Cacique ubicado en Luz 3040.

### Moderna
Las primeras urbanizaciones a los pies del cerro se remontan a la creación del barrio El Golf Norte en 1935, diseñado por el arquitecto Tomás Reyes Vicuña. Este barrio se concibió como un nuevo enclave para la aristocracia tradicional, con énfasis en el paisajismo y la imagen de un parque, que fue consolidado con la inauguración en los faldeos del cerro del Club de Golf Los Leones en 1937.
En 1946 la ladera sur del cerro se destinó a uso residencial, con la construcción de viviendas modernas y experimentales. En el año 2009 se inauguró en el cerro el primer edificio de vivienda en altura, con 19 pisos.